# (25204) 1998 SP144
A (25204) 1998 SP144 a Naprendszer kisbolygóövében található aszteroida. Eric Walter Elst fedezte fel 1998. szeptember 20-án.